# Héctor Boccardo
Héctor Boccardo Benvenuto (Valparaíso, 13 de marzo de 1891 - ibíd, 21 de junio de 1938) fue un abogado y político chileno de ascendencia italiana, miembro del Partido Radical (PR). Se desempeñó como ministro de Estado durante el primer gobierno del presidente Carlos Ibáñez del Campo. Fue además masón, ejerciendo como Gran Maestro de la Gran Logia de Chile entre 1925 y 1930.

## Familia, estudios y actividad profesional
Nació en Valparaíso, el 13 de marzo de 1891, hijo de los inmigrantes italianos Miguel Boccardo Benvenuto y Rosa Benvenuto Dasso. Realizó sus estudios primarios y secundarios en el Colegio de los Padres Franceses, y luego los superiores en la Escuela de Derecho de la Universidad de Chile, titulándose como abogado el 4 de junio de 1913. Su memoria versó sobre Disciplina administrativa, siendo el primero hecho en Chile sobre el estatuto y tribunales administrativos.
Desempeñó sus actividades profesionales en Santiago, como abogado de diversas instituciones, como The National City Bank of New York, Compañía de Teléfonos de Chile, Ford Motor Company y Shell Mex. Tras ello estableció un estudio de abogados junto a Pedro Aguirre Cerda y Armando Quezada Acharán; más tarde tuvo también, como compañeros de trabajo a Eugenio Matte Hurtado, Álvaro Hoyl Gutiérrez y Agustín Millán Gutiérrez.
Entre otras actividades, fue administrador del Hospital San Juan de Dios y de la Casa de Orates.

## Carrera política
Perteneció al Partido Radical (PR), en el que fue elegido miembro de la Junta Central. Fue miembro del Tribunal Calificador de Elecciones (Tricel) y en ese cargo, estuvo convocado a participar en los debates de la Asamblea Constituyente de 1925, pero no tuvo actuación en ella, debido a que la subcomisión de la que formó parte, no fue citada a reuniones. En las elecciones parlamentarias de 1924, fue elegido como diputado por San Carlos, por el periodo legislativo 1924-1927. Durante su gestión integró las Comisiones Permanentes de Elecciones, de Legislación y Justicia, y la de Legislación Social. El 6 de junio de 1924, presentó un «proyecto de acuerdo» para desechar las reclamaciones deducidas en contra de las elecciones de diputados verificadas el 2 de marzo en la agrupación de Tarapacá y Pisagua. Luego, el 12 de junio del mismo año, presentó otro proyecto de acuerdo para desechar la reclamación en cuanto se refiere al empleo del cohecho por parte del candidato Elías Errázuriz. Por su parte, con fecha 8 de julio de 1924, presentó un proyecto de acuerdo para modificar el Reglamento Interior de la Cámara de Diputados. Sin embargo no logró finalizar su periodo parlamentario, debido a que fue disuelto el Congreso Nacional, el 11 de septiembre de 1924, por decreto de una Junta de Gobierno, establecida tras un golpe de Estado.
En 1924, además, ingresó como voluntario de la 11° Compañía de Bomberos de Santiago "Pompa Italia", ostentando el cargo de director de la compañía entre 1926 y 1928 durante tres periodos consecutivos.
El 22 de julio de 1931, fue nombrado como ministro de Bienestar Social durante la administración de Carlos Ibáñez del Campo.
Falleció en su ciudad natal, el 21 de junio de 1938, víctima de un ataque cardiaco.

## Masonería
Fue iniciado en la R. L. Cóndor Nº 9, de Santiago, el 23 de noviembre de 1918, siendo elegido Venerable Maestro en 1923.
El 3 de diciembre de 1924 fue designado como Gran Maestro Adjunto. En tal calidad, suscribió el tratado de paz y amistad entre la Gran Logia de Chile y el Supremo Consejo de los Grandes Inspectores Generales del Grado XXXIII para la República de Chile. En la Asamblea del 31 de mayo de 1925, fue electo Gran Maestro titular.
Ordenó inspeccionar el estado de las logias de la obediencia, la creación de bibliotecas en cada taller y reestructuró las Comisiones de la Gran Logia de Chile. En septiembre de 1926, organizó una fructífera Asamblea Extraordinaria para escuchar los planteamientos de los diversos talleres nacionales sobre la finalidad de la Masonería, el estudio del simbolismo en los diversos grados y la preparación de acciones altruistas para desarrollar en la sociedad. 
En la Asamblea del 5 de junio de 1927 fue reelegido como Gran Maestro. Terminó su mandato el 8 de junio de 1930, luego de reorganizar la estructura administrativa de la Gran Logia de Chile, crear el Fondo de Beneficencia, modificar la Constitución Masónica, obtener para la orden los derechos de los Manuales de Instrucción de Oswald Wirth y la publicación del libro “La Masonería en Chile”, de Benjamín Oviedo.